# 어세겸
어세겸(魚世謙, 1430년 ~ 1500년)은 조선 전기의 문신이다. 자는 자익(子益), 호는 서천(西川), 시호는 문정(文貞)이다. 본관은 함종이다.
판중추부사 어효첨의 아들로 태어났다. 어머니는 좌의정 박은의 딸이다. 문과 급제 이후 우부승지, 우승지, 좌승지를 거쳐 이조참판, 병조참판, 예조참판, 대사헌에 전라도관찰사, 경기도관찰사, 평안도관찰사, 한성부좌윤 등을 두루 지내고 병조판서, 형조판서, 호조판서, 대사헌, 한성부판윤, 좌참찬, 우찬성, 대제학을 거쳐 연산군이 즉위한 1495년에 우의정이 되었고, 이듬해인 1496년 좌의정에 임명되었다. 그러나 1498년 무오사화 때 사초 문제로 탄핵을 받아 파직되었다. 이후 함종부원군에 봉해졌다. 1500년 71세의 나이로 사망하였다.

## 저서
- 《서천집(西川集)》

## 참고 문헌
- 《연산군일기》 연산 6년 11월 28일, 함종부원군 어세겸의 졸기

## 작품에서
- 왕과 비 - 김봉근